# Calliostoma megaloprepes
Calliostoma megaloprepes là một loài ốc biển kích thước trung bình-nhỏ, là động vật thân mềm chân bụng sống ở biển trong họ Calliostomatidae.